# Claudio Abbado
Claudio Abbado (Milão, 26 de junho de 1933 — Bolonha, 20 de janeiro de 2014) foi um maestro italiano. Serviu como diretor musical da casa de ópera La Scala, de Milão, como principal regente da Orquestra Sinfônica de Londres, principal maestro convidado da Orquestra Sinfônica de Chicago, diretor musical da Ópera Estatal de Viena, e maestro principal da Orquestra Filarmônica de Berlim de 1989 a 2002. Tais cargos por ele assumidos o colocam na posição de um dos mais renomados e reconhecidos maestros do século XX.
De 30 de agosto de 2013 até sua morte foi senador vitalício.

## Biografia
Claudio Abbado (AFI: [ˈklaudjo abˈbaːdo]) nasceu na capital da Lombardia, no norte da Itália, filho do violinista e compositor Michelangelo Abbado, seu primeiro professor de piano, e irmão do músico Marcello Abbado. Após estudar piano, composição e regência no Conservatório de Milão, com dezesseis anos, em 1955 Claudio Abbado estudou regência com Hans Swarowsky na Academia de Música de Viena. Também estudou na Academia Chigiana, em Siena. Em 1958 conquistou o prêmio de melhor regente na Competição Serge Koussevitsky, no Festival de Música de Tanglewood, o que lhe proporcionou diversos convites para reger óperas na Itália, e em 1963 conquistou o Prêmio Dimitri Mitropoulos para maestros, que proporcionou-lhe cinco meses de trabalho com a Orquestra Filarmônica de Nova York.

## Carreira
Fez sua estreia no La Scala, em sua cidade natal, em 1960 e serviu como seu Diretor Musical entre 1968 e 1986, realizando não só o repertório tradicional italiano, mas também apresentando uma ópera contemporânea por ano, bem como uma série de concertos dedicados à obras de Alban Berg e Modest Mussorgsky. Abbado fundou a Filarmonica della Scala, em 1982, para a apresentação de repertório sinfônico em Milão.
Abbado conduziu a Filarmônica de Viena, pela primeira vez em 1965 em um concerto no Festival de Salzburgo. Ele serviu como Diretor Musical da Ópera Estatal de Viena de 1986 a 1991, com produções notáveis como a partitura original de Boris Godunov de Mussorgsky e sua raramente ouvida ópera Khovanshchina, a primeira audição mundial de Fierrabras de Franz Schubert, e de Gioacchino Rossini Il viaggio a Reims. Em 1988, ele fundou o festival Wien Modern, que desde então tem se expandido para incluir todos os aspectos da arte contemporânea.
Ele foi Maestro Principal da Orquestra Sinfônica de Londres de 1979 a 1987. Nos Estados Unidos, foi Maestro Convidado Principal da Orquestra Sinfônica de Chicago de 1982 a 1986. Com as duas orquestras, Abbado fez uma série de gravações para a Deutsche Grammophon.
Em 1989, a Orquestra Filarmônica de Berlim elege Abbado como seu Regente Principal e Diretor Musical, para suceder Herbert von Karajan, posto que ocupou até 2002, tendo Sir Simon Rattle o sucedido. Em Berlin, Abbado empenhou-se em expandir o repertório da Filarmônica, com relação à música moderna e contemporânea, fez várias turnés e numerosas gravações. Em 2004 ele regeu novamente a Filarmônica de Berlim executando a Sinfonia nº 6 de Mahler, concerto que foi gravado. O CD resultante ganhou os prémios de Melhor Gravação Orquestral e Gravação do Ano em 2006 da revista Gramophone. A Academia da Orquestra Filarmônica de Berlim estabeleceu o Claudio Abbado Composition Prize em 2006 em sua homenagem.
Abbado realizou e gravou uma vasta gama de obras românticas, nomeadamente sinfonias de Gustav Mahler, que ele gravou várias vezes. Ele também é conhecido por suas interpretações de obras modernas e contemporâneas, como as de Segunda Escola de Viena, Karlheinz Stockhausen, Giacomo Manzoni, Luigi Nono, Bruno Maderna, György Ligeti, Giovanni Sollima, Roberto Carnevale, Franco Donatoni e George Benjamin.
Abbado também é conhecido por seu trabalho com músicos jovens. Ele é fundador e foi Diretor Musical da Orquestra de Jovens da União Europeia (1978) e da Gustav Mahler Jugendorchester (1986). Ele também é um maestro convidado frequente da Orquestra de Câmara da Europa, com quem gravou um aclamado ciclo das sinfonias de Franz Schubert. Mais recentemente, trabalhou com a Orquestra Sinfónica Simón Bolívar da Venezuela.
Abbado foi diagnosticado com um câncer de estômago em 2000, e o tratamento levou à remoção de uma parte de seu sistema digestivo. Após sua recuperação, ele formou a Lucerne Festival Orchestra, que abre o Festival de Lucerna, em 2003, cujos concertos eram aclamados. Abbado estava programado para permanecer como Diretor Musical da orquestra e Maestro Principal até 2010. Ele também atuava como diretor musical da Orquestra Mozart de Bolonha, Itália.
Em setembro de 2007, ele anunciou que estava cancelando todos os seus próximos compromissos de realização para o "futuro próximo" a conselho de seus médicos, mas em dois meses retornou a suas atividades normais.
Seu filho, Daniele Abbado, é um diretor de ópera. De sua relação com a violinista Viktoria Mullova, nasceu Misha. Seu sobrinho, Roberto Abbado, também é maestro.
Abbado recebeu muitos prêmios e reconhecimentos entre os quais o Prêmio Imperial do Japão, Medalha Mahler, o Bundesverdienstkreuz (a mais alta distinção que um civil pode receber do Governo da Alemanha), Khytera Prize, em 1973, ele ganhou a Medalha Mozart, concedido pela Mozartgemeinde Wien e doutor honoris causa de universidades de Ferrara, Cambridge, Aberdeen, e Havana.

### Senador vitalício
Em 30 de agosto de 2013 foi nomeado senador vitalício pelo presidente Giorgio Napolitano. Na mesma ocasião foram nomeados Elena Cattaneo, Renzo Piano e Carlo Rubbia.

## Morte

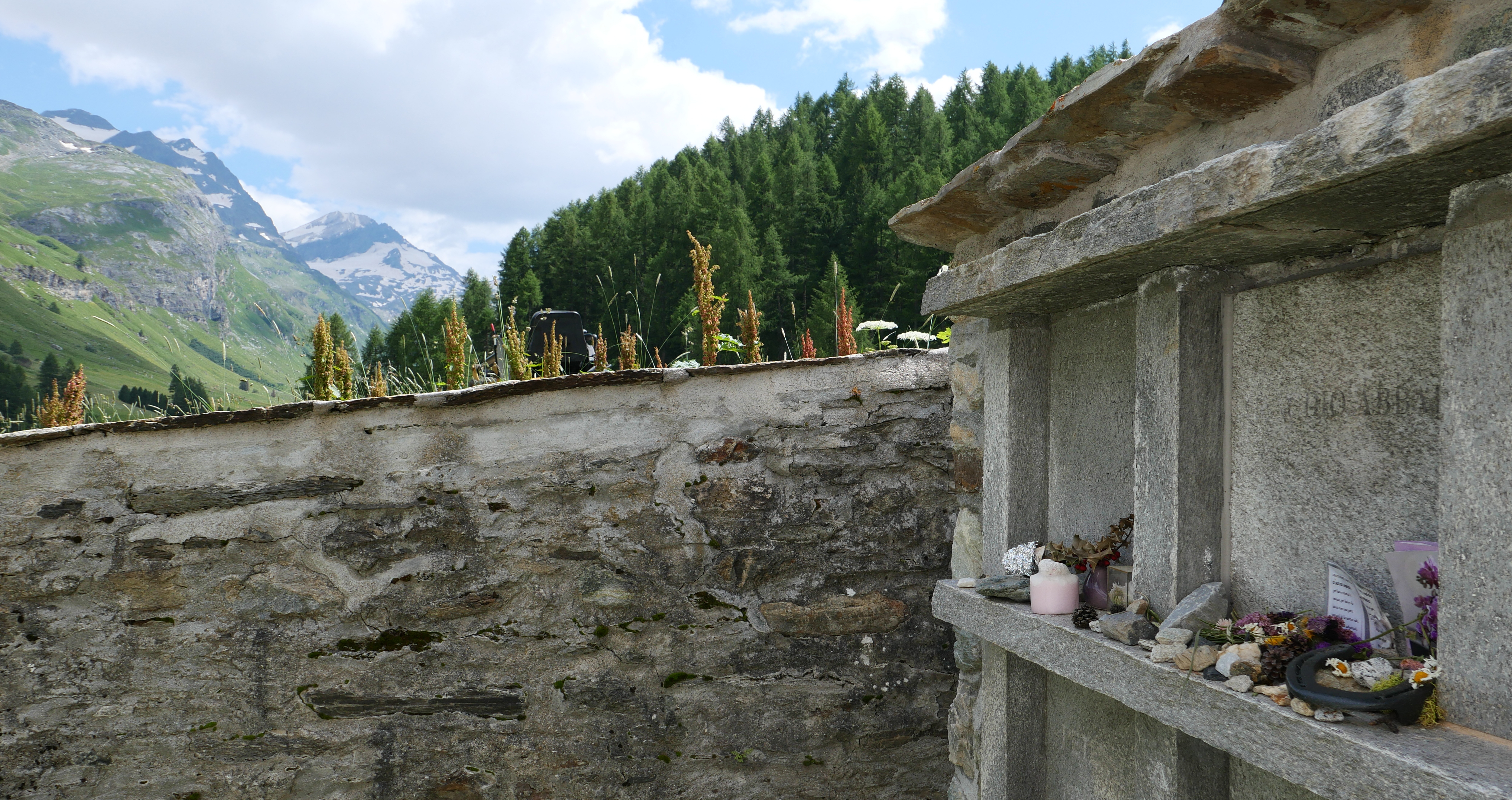
O túmulo da urna em 2024 com Val Fex ao fundo.

Abbado faleceu em Bologna em 20 de janeiro de 2014 aos 80 anos. A causa da morte não foi divulgada. Sete dias depois, em seu tributo, a orquestra "Filarmonica della Scala" comandada por Daniel Barenboim interpretou o movimento lento da Terceira Sinfonia de Beethoven (Marcha fúnebre: Adagio assai em Dó menor) para um teatro vazio, com o desempenho apresentado a uma multidão que lotou a praça em frente à casa de ópera e transmitido ao vivo pelo site do La Scala.
Os restos mortais de Abbado foram cremados e uma urna com uma parte das suas cinzas foi enterrada no cemitério da capela de Fex-Crasta, do século XV, em Val Fex. Faz parte do município de Sils-Maria, uma aldeia no cantão suíço de Grisões onde Abbado tinha uma casa de férias.

## Videografia
- New Year's Eve Concert 1992: Richard Strauss Gala com Martha Argerich, Kathleen Battle, Renée Fleming, Andreas Schmidt, Frederica von Stade e a Orquestra Filarmônica de Berlim, Kultur Video DVD, D4209, 2007
- Ouvindo o Silêncio (Documentário), Filarmônica de Berlim, Orquestra do Festival de Lucerna.[7]
- "Beethoven, Sinfonias 3 e 9, Filarmônica de Berlim." Euroarts, conjunto de 2 DVDs. Sinfonia nº 3 interpretada pela Accademia Nazionale di Santa Cecelia, Roma, fevereiro de 2001. Sinfonia nº 9 interpretada pela Filarmônica de Berlim, maio de 2000/agosto de 2002, em Munique. O DVD da Sinfonia NO. 3 oferece sequências de "Câmera do Maestro", nas quais a visão da orquestra sobre o maestro pode ser selecionada. Os artistas da Sinfonia 9 incluem Karita Mattila, soprano; Violetta Urmana, mezzo-soprano; Thomas Moser, tenor; Eike Wilm Schulte, barítono; o Coro da Rádio Sueca e o Coro de Câmara Eric Ericson; Mestre do Coro, Tönu Kaljuste.
- Brahms, Schönberg, Beethoven – Claudio Abbado, Mihoko Fujimura & Lucerne Festival Orchestra | ACCENTUS Music no Wayback Machine (arquivado em 2024-05-29) – The Last Video Recording of Claudio Abbado, 2013.